# 傅里葉轉換紅外光譜
傅立葉轉換紅外光譜 (Fourier-transform infrared spectroscopy (FTIR))是一種用來獲得固體, 液體或氣體的紅外线吸收光譜和放射光譜的技術。傅立葉轉換紅外光譜儀同時收集一個大範圍範圍內的光譜數據。這給予了在小範圍波長內測量強度的色散光譜儀一個顯著的優勢。FTIR已經能夠做出色散型紅外光譜，但使用的並不普遍(除了有時候在近紅外)，開啟了紅外光譜新的應用。傅立葉轉換紅外光譜儀是源自於傅立葉轉換(一種數學過程)，需要將原始數據轉換成實際的光譜。對於這種技術的其他運用，請參閱傅立葉轉換紅外光譜。

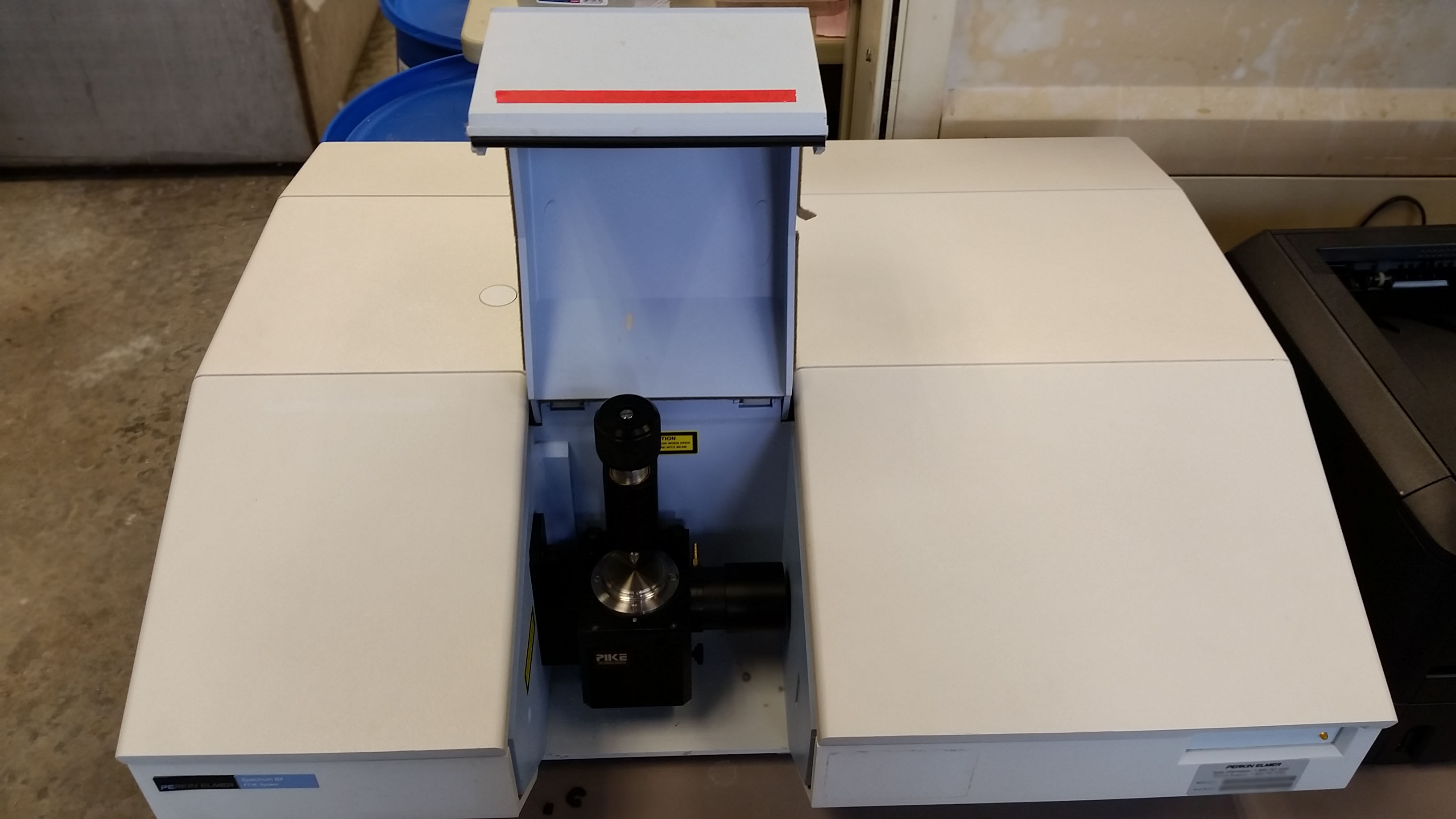
（ATR）附件的傅立葉轉換紅外光譜(FTIR)光谱仪的实例。

## 概念介紹

FTIR干涉圖。中央峰位於ZPD位 ("零路徑差異"或零相位差)擁有最大值的光所通過的地方，經由干涉而到達檢測儀。

所有吸收光譜的目的(FTIR, 紫外－可見分光光度法,等等)，是要測量樣本在每個波長吸收了多少的光。"分散型光譜儀"技術是最簡單的辦法，利用單色光束照射在樣本上，測量有多少的光被吸收，並在每個波長下重複進行。(這是紫外－可見光譜儀作用的方法。)
傅立葉轉換光譜是一較不直觀的方法。有別於照射一束單色光在樣本上，此種技術是照射一束一次含有許多種頻率的光並測量有多少的光是被樣本所吸收的。接下來，此束光被修改成另一組的頻率，提供第二個數據。過程重複進行多次。之後，電腦將所有的數據整合分析並推斷出在每個光波長下的吸光值。
上面所描述的光束是一寬帶光源的起始。此光源含所有波長的光譜，傅立葉轉換光譜就是利用此光來進行測量。光線射到了邁克爾遜干涉儀—由一定組態的鏡子所構成，其中一面會以馬達促使其移動。當鏡子移動時，光束中每個波長的光會藉由干涉儀，因為波干擾的影響，造成週期性的阻斷、傳輸。不同的波長會有不同的速率，所以在每個時刻，光束在通過干涉儀後都會產生不同的光譜。
如同先前所提，電腦處理是需要將原始的數據資料(在每個鏡位的吸光值)轉變為所預期的結果(在每個波長下的吸光值)。過程中，所需的轉換是一種常見的算法，稱為傅立葉轉換(因此命名為"傅立葉轉換紅外光譜")，而原始的數據也被稱為"干涉圖"。

## 發展背景
Perkin-Elmer Infracord在1957年被製造出來，為第一台低成本可記錄紅外光譜的光譜儀。此儀器涵蓋了波長從2.5 μm to 15 μm (波數範圍 4000 cm−1 to 660 cm−1)
。色散體是一種由岩鹽的單晶體(氯化鈉)所構成的稜鏡，上限值的出現就是因為色散體在波長大於約15 μm時會變得混濁；此光譜範圍就被稱為岩鹽區間。後來，儀器使用了溴化鉀稜鏡並使波長範圍擴大到了25μm(400 cm−1)；碘化銫稜鏡則拓展到了50μm(200 cm−1)。在50 μm (200 cm−1)以下的區域被稱為遠紅外光區；長於此波長的部分則合稱為微波區間。在遠紅外光的測量裡，需要發展出能精確刻出衍生光柵的能力，以用來取代作為色散物質的稜鏡，其原因為稜鏡在這些區間是不透明的。然而，由於更低能量的輻射，因此需要比測輻射熱計更敏感的檢測儀。其中一個就是格雷檢測儀。另一個問題是排除大氣中的水蒸氣的需要，因為在此區間內，水蒸氣有強烈的旋轉光譜。遠紅外光光譜儀是操作繁瑣、過程進行緩慢且昂貴的。迈克耳孙干涉仪的優點是眾所皆知的，但在商業用的儀器上還必須克服相當大的困難。同時還有執行傅立葉變換的電腦的需求。　這在微型電腦的出現後才又開始發展，如1965年所出現的PDP-8。

## 迈克耳孙干涉仪
從多色紅外光光源來的光，大致為一個黑體，是用來進行校準和定向一個分束器。理想的情況下，50%的光會被反射到固定鏡上，另外50%則會被送到移動鏡上。從兩鏡反射回來的光會回到光分束器並且(理想情況下)50%的原光會進入樣本槽。在樣本槽裡，光會被聚焦在樣本上。在離開樣品室的光會被重新聚焦到檢測器上。兩鏡臂到干涉儀之光學路徑長度的差異稱之為相位差。干涉圖是由於不同的相位差和記錄從檢測儀上測得的不同的相位差值的訊號得到的。在無樣本的情況下，干涉圖受到多種因素的影響，如光源的強度和分光器波長變化的效率。零相位因為在所有波長都有建設性干涉(透過一系列的"擺動")，導致在此相位具有最大值。零相位的位置可以藉由找出干涉圖上最大強度的點來作確定。當樣本出現雜訊的話，干涉圖會藉由樣本中出現的吸收譜帶來做修改。
相較於掃描(色散)分光光度計，FT分光光度計有兩個主要的優點：
1. 多重或稱Fellgett's advantage。同時收集來自所有波長的訊號。這造成了在一定的掃描時間內得到更高訊號－雜訊比或更低的辨識率。
2. 生產量或稱Jacquinot's advantage。在色散儀器中，單色器有了入口和出口狹縫，限制了光穿越量。干涉儀的處理能力只會受到來自於光源的校準光束的直徑的影響。

其他較小的優點包括了對離散光的敏感度較小和"Connes"優勢(更好的波長精確度)；而缺點是FTIR無法利用先進的電子濾波技術，因此造成了訊號－雜訊比不如色散測量法。

### 分辨率
干涉圖是屬於長度領域。傅立葉轉換 (FT)翻轉了空間次元，因此干涉圖的FT屬於長度域的倒數，也就是波數 域。在每公分波數的光譜分辨率相等於最大相位差的倒數(單位為cm)。　因此，4 cm−1分辨率將得到0.25 cm的最大相位差；這是典型的廉價FTIR儀器。更高的分辨率可以透過增加最大相位差來達成。但必須在一個近乎完滿的直線上移動鏡子是不容易的。角立方體鏡代替了平面鏡，幫助從角立方體所射出的光平行於數入射光，無論入射光束是否垂直於反射鏡面。在1966年，Connes藉由記錄金星上的二氧化碳在0.1 cm−1的分辨率的振動轉動光譜來測量金星的大氣溫度。邁克爾遜試圖以自己的干涉儀來解出在氫原子光譜上兩個分量的Hα放出波段 p25。0.001 cm−1分辨率的光譜儀是可以商業化的。處理能力的優勢對在高分辨率FTIR而言是很重要的，其同分辨率的色散儀器裡的單色器上會有非常狹小的入口與出口狹縫。

### 分束器
分束器不能以一般的玻璃製成，因為它在波長大於2.5 μm的紅外光下是不透明的
。而現在常以一種塑膠材質的薄膜來代替。然而，任何物質都有其範圍限制的透光率，因此必須使用多種的分束器以涵蓋廣泛的光譜範圍。

### 傅立葉轉換
事實上，干涉圖是以一系列光強度去測量相位差離散值得來的。連續相位差之間的差值是固定的。因此，離散傅立葉轉換是必要的，而快速傅立葉轉換(FFT)的算法被使用。

## 遠紅外光FTIR
一開始，FTIR分光光度計是使用在遠紅外光的範圍上。這麼做是因為考慮到了良好光學性能所需求的機械耐用度，這也關係到了光波長的選用。遠紅外光FTIR的典型的儀器為多維數據干涉儀，由NPL開發的並通過Grubb Parsons銷售。它使用了步進式馬達來驅動鏡子，並在完成每個步驟後記錄下檢測器的反應。

## 中紅外光FTIR
隨著廉價微電腦的出現，使得能有專門用於控制光譜儀、收集數據、進行傅里葉轉換和光譜呈現的電腦得以出現。這促進了在岩鹽區域的FTIR分光光度計的發展。然而，製造超高精確度的光學零件和機械零件卻是必須克服的問題。廣泛被使用的器具現在可以在市面上買到。雖然在儀器的設計上越來越複雜，但是基本原理仍然保持相同。如今，干涉儀上的移動鏡以相同的速度移動且干涉圖的取樣會位於被氦－氖雷射所點燃的二次干涉的邊緣發現通過零交叉點所觸發。這賦予了高波數下從紅外光譜上所得到結果的精確度並避免波數校準錯誤。

## 近紅外光FTIR
近紅外光區域介於波長從岩鹽區域到可見光的起始(約在750 nm)。從基本振動的泛頻上可以觀察到此區域。它主要應用在工業上，如化學影像和流程控制。

## 應用
FTIR可以應用在色散型光譜儀所能應用的所有應用上(請參閱外部連結)。此外，其多重性和生產量的優點開啟了新的用途領域。包括：
- GC-IR (氣態層析－紅外光譜)。氣態色譜儀可以用來分離混合物的成份。含有一個接到FTIR光譜儀的原件以提供紅外光譜樣本。此技術與GC-MS (氣態色譜－質量光普法)是互補的。GC-IR法在辨識異構物(指自然地具有相同質量的物質)上特別有效。GC-IR成功運用的關鍵是其干涉圖可以在很短的時間內被捕獲，通常小於一秒。FTIR也被應用到液相層析法部分的分析上[4]。
- TG-IR (熱重-紅外光譜)。氣體紅外光譜的發展是在熱解時所得到的溫度函數[7]。
- 微型樣本。微小的樣本，如在法醫學的分析，可以在樣本室內借助紅外光顯微鏡來檢查。表面的圖像可以透過掃描來獲得[8]。另一個例子是利用FTIR來表現古老大師畫作裡藝術材料的特點[9]。
- 發射光譜。相較於記錄光穿透樣本的光譜，FTIR光譜儀可以用來獲得樣本發出光的光譜。要讓樣本發出光可以通過各種方法來誘導，其中最常見的是冷光和拉曼色散。紅外光吸收光譜儀需要做一些小修改以記錄發射光譜，因此許多商業化的紅外光吸收光譜儀結合了吸收和發射/拉曼模式兩種功能[10]。
- 光電流光譜。使用標準的紅外光吸收光譜儀。研究的樣本以紅外光檢測儀代替，其經由光譜儀寬帶光源所引起的光電流是用來記錄干涉圖，然後將其轉換成樣本的光電流光譜[11]。

## 外部連結
- Infracord spectrometer （页面存档备份，存于） photograph
- The Grubb-Parsons-NPL cube interferometer Spectroscopy, part 2 by Dudley Williams, page 81 （页面存档备份，存于）
- Semiconductor applications FTIR Sampling Techniques Overview.
- infrared materials Properties of many salt crystals and useful links.
- FTIR Spectroscopy Basic Theory Materials and Engineering Research Institute - Sheffield Hallam University.